# Roland Kökény
Roland Kökény (ur. 24 października 1975 w Miszkolcu) – węgierski kajakarz. Złoty medalista olimpijski z Londynu.
Startował na Igrzyskach Olimpijskich w kajakach jedynkach (K-1 1000 m) w Sydney i w Atenach. W drugim starcie zakwalifikował się do finału, w którym zajął szóste miejsce. W Londynie wystartował w dwójkach (K-2 1000 m) w parze z Rudolfem Dombim. Zakwalifikowali się do finału zwyciężając w biegu 2. Zdobywał złote medale mistrzostw świata: w K-2 w parze z Gaborem Kucserą oraz w K-4 z osadą w składzie: Kökény, Gábor Horváth, Ákos Vereckei, Lajos Gyökös. Srebro w K-4 zdobył z osadami: Kökény, Zoltán Kammerer, Botond Storcz, Horváth oraz Kökény, Kammerer, Vereckei, Krisztián Veréb. Zdobył w K-2 w parze z Rudolfem Dombim złoty medal Mistrzostw Europy w Zagrzebiu w 2012 oraz brązowy medal Mistrzostw Europy w Belgradzie w 2011.